# Boom Beach
Boom Beach este un joc de strategie multiplayer, produs și distribuit de Supercell. Jocul a fost lansat global pe 26 martie 2014 și este disponibil pe Google Play și App Store. Scopul jocului este de a ataca insule și de a deveni, cu timpul, mai puternic.